# Keener
Keener és una concentració de població designada pel cens dels Estats Units a l'estat de Carolina del Nord. Segons el cens del 2000 tenia 508 habitants.

## Demografia
Segons el cens del 2000, Keener tenia 508 habitants, 206 habitatges i 149 famílies. La densitat de població era de 17,6 habitants per km².
Dels 206 habitatges en un 27,7% hi vivien nens de menys de 18 anys, en un 53,9% hi vivien parelles casades, en un 14,1% dones solteres, i en un 27,2% no eren unitats familiars. En el 25,7% dels habitatges hi vivien persones soles el 15% de les quals corresponia a persones de 65 anys o més que vivien soles. El nombre mitjà de persones vivint en cada habitatge era de 2,47 i el nombre mitjà de persones que vivien en cada família era de 2,93.
Per edats la població es repartia de la següent manera: un 21,5% tenia menys de 18 anys, un 11,4% entre 18 i 24, un 28,3% entre 25 i 44, un 25,2% de 45 a 60 i un 13,6% 65 anys o més.
L'edat mediana era de 36 anys. Per cada 100 dones de 18 o més anys hi havia 90,9 homes.
La renda mediana per habitatge era de 23.125 $ i la renda mediana per família de 42.679 $. Els homes tenien una renda mediana de 31.250 $ mentre que les dones 11.534 $. La renda per capita de la població era de 18.257 $. Entorn del 3,9% de les famílies i el 13,8% de la població estaven per davall del llindar de pobresa.

## Poblacions més properes
El següent diagrama mostra les poblacions més properes.